# NGC 6152
NGC 6152 је расејано звездано јато у сазвежђу Угломер које се налази на NGC листи објеката дубоког неба.
Деклинација објекта је - 52° 38' 36" а ректасцензија 16h 32m 45,0s. Привидна величина (магнитуда) објекта NGC 6152 износи 8,1. NGC 6152 је још познат и под ознакама OCL 961, ESO 179-SC9.